# Alessandria Rugby
L'Alessandria Rugby è un club italiano di rugby a 15 con sede ad Alessandria.
Fondato nel 1946 come Audace-Mino e rinominatasi nel 1971 Dopolavoro Ferroviario Rugby Alessandria, ebbe il suo periodo di maggior rilievo negli anni cinquanta quando raggiunse la serie A.
Dopo alterne vicende nelle serie inferiori, milita nel girone piemontese della serie C.
Disputa i suoi incontri interni al campo del Dopolavoro Ferroviario, e il suo colore sociale è il grigio.

## Storia

### Le origini e la Serie A
Il rugby alessandrino nasce ufficialmente nel 1946, anno in cui un gruppo di appassionati, capeggiati da Cesare Rosina, diede vita alla società “Audace-Mino”.
Alcune cronache locali riportano che, questi appassionati, altri non erano che frequentatori della palestra “Ratti” che si dedicavano a questo sport per dare sbocco all'attività atletica che si svolgeva solo d'estate; altre dicono che la cosa venne organizzata da alcuni frequentatori del conosciutissimo Bar “Baleta” di Alessandria.
Le attività iniziali della giovane Alessandria Rugby, videro sede nella "Piazza d'Armi" oggi sede dell'Aeroporto turistico di Alessandria con Cesare Rosina e Libero Como a trainare questo gruppo di appassionati in alcune partitelle domenicali.
Il salto di categoria, dopo alcuni anni di permanenza di Serie C, avvenne nel 1956 quando la squadra alessandrina, infoltita da nuovi arrivi, si iscrisse al campionato di Serie A di rugby a 15 1956-1957

### La Polisportiva
L'avvento della Serie A portò la società a cambiare ragione sociale e diventare Polisportiva allargando il bacino di utenze anche nel settore del basket e del nuoto.
La squadra ottenne il permesso di giocare nel glorioso stadio cittadino Stadio Giuseppe Moccagatta portando così il rugby alessandrino ad una maggior visione.
Il campionato Serie A di rugby a 15 1957-1958 segnò la retrocessione della squadra che si classificò ultima già nella fase a gironi.

### Rugby a 13 e primi abbandoni
In Italia, sul finire degli anni '50, un nuovo "rugby" stava affascinando molte squadre del Nord.
Anche Alessandria decise di aderire al rugby a 13 iscrivendo la squadra, formata da molti giocatori della formazione a 15, come "Vittadello" Alessandria Rugby.
L'avventura nel rugby a 13 portò una serie di problematiche dovute alla natura professionistica di questo sport e con una federazione quasi assente, si arrivò alle prime rotture e allo scioglimento della squadra del rugby a 13.
Alessandria si trovò così senza una squadra "Senior" nonostante la buona attività di crescita delle squadre giovanili, molti dei fautori della nascita del rugby alessandrino migrarono in realtà vicine come quella dell'Amatori Rugby Milano e del Busalla Rugby.

### L'avvento del DopoLavoro Ferroviario
Dopo qualche anno, per l'esattezza nel 1971, Ferrario, allora presidente del Dopolavoro Ferroviario, mise a disposizione le strutture del DLF di Alessandria trasformando la squadra in "DLF Rugby Alessandria".
La nuova ossatura della I Squadra era formata da ex giocatori della vecchia formazione che di professione facevano i ferrovieri.
Zucconi, Caucia, Crociato e De Felici si unirono agli ex giocatori dell'Alessandria Rugby migrati nel Busalla e affrontarono il campionato di Serie D vincendolo già alla prima partecipazione.

### La Serie B degli anni '80
Dopo qualche anno di militanza nel campionato di Serie C, in I Squadra arrivarono alcuni elementi che, sul finire degli anni '70, avevano formato l'ossatura delle giovanili dell'Alessandria Rugby, vincendo incontrastati molti dei Campionati Regionali.
Anche grazie a questi giovani elementi, e all'esperienza dei più navigati, l'Alessandria Rugby conquistò nel 1980 il posto in Serie B.
La suddivisione in gironi non favorì la squadra che per un soffio non sfiorò l'accesso ai playoff per la Serie A ma addirittura dovette affrontare i play out venendo battuta e retrocedendo nello stesso anno in Serie C.
Il campionato successivo, vide l'Alessandria Rugby dominatrice del girone con conseguente promozione diretta in Serie B.
Nonostante un'eccellente annata, l'Alessandria Rugby affrontò la Serie B con risultati poco convincenti e dovette arrendersi al giudizio de campo con l'ennesima retrocessione in serie B.

### La Serie C e gli anni 2000
Da quel momento, l'Alessandria Rugby militò per oltre 2 decenni nei campionati di serie C1 o C2, fino a quando nei primi anni degli anni 2000 la squadra allenata da Franco Berni, riuscì ad arrivare alla Finale Nazionale del Campionato di Serie C perdendola, in un doppio match, con il Cosenza Rugby.
L'anno successivo la stessa formazione arrivo in Semifinale e dovette ancora arrendersi alla seconda squadra del Petrarca Padova Rugby ben più preparata e blasonata.

### La Serie B
Con l'avvento di German Parra e Claudio Del Trovi nasce l'APD Rugby Alessandria, e la squadra risponde scalando la vetta dei campionati, dapprima con la promozione in Serie C Élite, e nell'anno seguente grazie ad una marcia trionfale con solo 2 pareggi e grazie alla vittoria casalinga contro il Gussago Rugby nell'ultima giornata di campionato che regalò alla squadra la vittoria del campionato e la promozione diretta alla Serie B che mancava in città da più di 25 anni.
In serie B, l'Alessandria rugby ha ben figurato contro compagini molto più preparate ad un campionato nuovo per la squadra piemontese,
Nel campionato 2011/2012 dopo 4 anni sotto la conduzione dei tecnici German Parra (passato all'Acqui Terme Rugby) e di Claudio Deltrovi (ritornato al Gossolengo Rugby) la squadra viene affidata alla guida di Gert Peens, con il ruolo di giocatore allenatore.
L'esperienza di Peens dura solo un anno e porta la società a rinnovare la squadra puntando sulla struttura delle giovanili e affrontando, nella stagione 2012/2013, l'ultima stagione in Serie B sotto la guida tecnica di Roberto Baldovino.

### Serie C e la nuova gestione tecnica
Retrocessa in Serie C, l'Alessandria Rugby decide di affidare nella stagione 2013/2014 a Lucas D'Angelo (proveniente dall'esperienza con il Cus Torino Rugby) i ruoli di Direttore Tecnico e allenatore/giocatore della prima squadra.
Nella stagione 2013/2014, a causa della riforma dei campionati, l'Alessandria Rugby prende parte al Girone 1 - Piemonte del Campionato di Serie C.

### Progetto Monferrato
Nell'agosto 2015 , dopo una serie di incontri, è nato il Monferrato Rugby, franchigia che vede tra le società fondatrici l'APD Rugby Alessandria con l'Acqui Rugby e lo Junior Asti Rugby. L'APD Rugby Alessandria continua a vivere e si concentra fondamentalmente nello sviluppo del rugby di base con le categorie Propaganda e U14.

### Progetto Marengo F.T.G.I.
Nell'agosto 2018 per volontà delle società Alessandria Rugby, ASD Novi Rugby, Lions Tortona Rugby e Tre Rose Rugby Casale è nata la prima Franchigia Territoriale Giovanile Integrata Marengo Rugby che vede in attivo le squadre U16-U18 composte per la totalità da atleti della provincia alessandrina.
La rinscita dell'Alessandria Rugby - Serie C e la nuova gestione tecnica
Nell'estate del 2020, ancora incerti sul futuro dei campionati nell'era post Covid, un gruppo di ragazzi provenienti dal Monferrato Rugby e la nuova dirigenza tra cui il presidente Eugenio Baroni, il vice presidente Daniele Zucconi e il DS Diego Baldovino, hanno deciso di rifondare (nella stagione che si chiuderà con il 75º anniversario della fondazione dell'Alessandria Rugby) la squadra seniores che partecipa al campionato di Serie C territoriale 